# 十勝花子
十勝 花子（とかち はなこ、本名：加藤 恵子、旧姓：佐藤、1946年〈昭和21年〉4月25日 - 2016年〈平成28年〉8月21日）は、北海道河東郡上士幌町出身の日本の女優・タレント。愛称は「トカチン」。一女あり。　

## 経歴
上士幌町立上士幌中学校時代は文芸部の部長を務める。北海道帯広三条高等学校商業科卒業（演劇部に所属）。
1965年に日本クラウンのコンクールに挑戦し、2位に入選。審査員だった作詞家の星野哲郎に声をかけられ、1966年にシングル曲『人生一本』で歌手デビュー。後にコロムビア・トップ唯一の女弟子となる。
『なんたって18歳!』ではイジワルな先輩・島田花江役で出演し、当たり役を得る。この役の延長線上にあるコミカルな敵役、脇役で人気を博し、70年代前半のテレビドラマでは引っ張りだこであった。
1999年のミッチー・サッチー騒動では浅香光代側につき、野村沙知代の学歴詐称疑惑を批判した。
2003年、エッセイ『イカの足三本』が文藝春秋「ベスト・エッセイ集」に収録され、出版される。ほかにも潮文社「心に残るとっておきの話・第四集」に本名で応募した『サボテンの花』が収録され、環境庁主催の「第8回地球に優しい作文コンテスト」にて『ミミズ救出大作戦』が入選するなど、文才も発揮。「東京文芸」の会員であり、毎月エッセイや小説を掲載していた。
2007年2月10日、16年ぶりの新曲となるCD「あの頃・この頃・これから」（沢田研二のソックリさん、何ン田研二とのデュエット曲）を発売。
特技は中国語、趣味はガーデニング・かたつむりの生態観察（自宅の庭には100匹ほどいる）。毎年ホノルルマラソンに参加しており、しかも完走していた（ベストタイムは5時間2分）。
東京六大学野球の法政大と東都大学野球國學院、プロ野球のソフトバンクを応援していた。
中国の貧しい子どもたちのために小学校を19校建てていたほか、晩年は犬猫の保護活動で命を繋ぐボランティアに尽力し、全国の犬猫の命を救っていた。
2016年8月21日、大腸癌のため、東京都内の病院で死去。70歳没。

## 出演作品

### 映画
- 女番長 野良猫ロック（1970年）
- セックスドキュメント トルコの女王（1972年） - ナレーター
- 大事件だよ全員集合!!（1973年）
- 喜劇 日本列島震度0（1973年）
- 新幹線大爆破（1975年）
- エデンの海（1976年）
- 仁義と抗争（1977年）
- 俺とあいつの物語（1981年）
- 宇宙刑事シャイダー 追跡! しぎしぎ誘拐団（1984年）
- 歌舞伎町はいすくーる（2014年5月3日） - 澤野ツル

### 舞台
- エノケンロッパ物語
- 雲の上団五郎一座
- 道化師の唄
- 台所太平記

### オリジナルビデオ
- ドトウの笹口組（1995年）
- 詐話師 STING（1997年） - 極道の姐御
- 関西極道 流血の抗争史 侠客の刃編（2008年）

### テレビ

#### ドラマ
- ワン・ツウ・アタック!（1971年、12ch / 東宝）レギュラー・北見マネージャー
- プレイガールシリーズ (12ch)
  - プレイガール
  - 第126話「暴力教師罷り通る」（1971年）
  - 第165話「暴力街の流れ医者」（1972年） - 直子
  - 第247話「私の足は左きき」（1972年） - キャディ
  - 第249話「女の体は非常ベル」（1974年） - 和江
  - 第262話「金があれば年の差なんて!」（1974年）
  - プレイガールQ　(1975年)
    - 第22話「ご用心! 悪女の深情け」- 勝浦花子
    - 第44話「女は裸で燃え上がる」 - 山本咲子
    - 第48話「スリラー 墓場から聴える殺人メロディー」 - メイド
- なんたって18歳!（1971年、TBS）
- ママはライバル（1972年、TBS）
- アイフル大作戦 第1話「特訓開始! 美女の探し方」（1973年、TBS）
- 銭形平次 第438話「大江戸二十四時」（1974年、フジテレビ） - お兼
- 夜明けの刑事 第31話「ナンセンスクイズ殺人事件」（1975年、TBS / 大映テレビ）　- 団地の主婦
- 火曜日のあいつ （1976年、TBS / 東宝）
  - 第3話「断崖のトラック 12ｔの誓い」ｰ 弁当を作ってきた女
  - 第5話「トラックでやってきた 瀬戸の花嫁」ｰ マチコ
- 新五捕物帳 第6話（日本テレビ / ユニオン映画）
- 大岡越前 第5部 第24話「仇討ち幽霊駕籠」（1978年7月17日、TBS / C.A.L） - おかつ
- 大江戸捜査網（12ch / 三船プロ）
  - 第411話「牢獄に秘めた父娘の真実」（1979年）
  - 第429話「大爆破を招く謎の贋小判」（1980年） - おみね
- 江戸の牙（テレビ朝日 / 三船プロ）
- Gメン'75（TBS / 東映）
  - 第45話「警視庁広域手配No.307」(1976年)
  - 第51話「刑事訴訟法47条 女子大生ジャック」(1976年)
  - 第144話「雪原に消えた13人の乗客」(1978年)
  - 第164話「消えた乳母車の赤ちゃん」(1978年)
  - 第231話「危機一髪！車椅子の女刑事」(1979年)
  - 第240話「'80新春おせち料理毒殺事件」(1980年)
  - 第266話「殺人暴走オートバイ集団! 三途の川」(1980年)
  - 第274話「東京原宿族 この夏の犯罪」(1980年)
  - 第299話「青い目の人形バラバラ殺人事件」(1981年)
- 旅がらす事件帖（1980年、関西テレビ / 国際放映）- おわか ※第14話よりレギュラー
- 熱中時代（日本テレビ）
  - 刑事編 （1979年） - 加倉井安子
    - 第9話「新婚刑事 三度のピンチ」
    - 第15話「紫色の熱中刑事」

  - 教師編 第2シリーズ 第21話「夫婦ゲンカと熱中先生」（1980年） - 昌子
- 噂の刑事トミーとマツ 第45話「トミマツの、ヤマトよ永遠に」（1980年、TBS） - スナックのママ
- 水戸黄門 第11部 第16話「大当り黄門様の大芝居 -新発田-」（1980年12月1日、TBS / C.A.L） - 雛丸
- 文吾捕物帳 第14話「紅かんざしの絆」（1982年、テレビ朝日・三船プロ）
- 意地悪ばあさん 第21話「恋しちゃったのよの巻」（1982年、フジテレビ・テレパック） - 毒島花子
- Gメン'82 第6話「サラ金に来た雨合羽の男」（1982年、TBS）
- 夫婦（1982年、TBS） - 中尾峯子
- 妻の定年（1983年、TBS）
- 宇宙刑事シャイダー（1984年、テレビ朝日） 第10話出演
- 気分は名探偵（1984年） ‐ 市川安子
- 松本清張サスペンス・隠花の飾り / お手玉（1986年、関西テレビ・松竹）
- チョッちゃん（1987年、NHK連続テレビ小説）- 木崎とよ
- あまからからくち（NHK）
- 中学生日記（NHK）
- 夫婦（NHK）
- 暴れん坊将軍III 第114話「愛しのわらべよ、荒海が泣く!」（1990年、ANB / 東映） - お富
- 土曜ワイド劇場（テレビ朝日）
  - セールスレディ連続殺人事件（1991年） - 早乙女倫子
  - ゴルフスクール・女たちの華麗な闘い（1992年）
- 大地の子（1995年、NHK） - 大沢咲子

#### 情報番組
- 小川宏ショー（フジテレビ）
- アフタヌーンショー（テレビ朝日）
- 2時のワイドショー（日本テレビ）
- ルックルックこんにちは（日本テレビ）
- 誘われて二人旅（テレビ朝日）
- 人間探検もっと知りたい（テレビ朝日）
- さらば夏の光よ (TBS)
- 土曜スペシャル（テレビ東京）

#### バラエティ
- 独占!女の60分（テレビ朝日）
- 新伍のお待ちどおさま（TBS）
- とんねるずのみなさんのおかげです（フジテレビ）
- 一枚の写真（フジテレビ）
- クイズ面白ゼミナール（NHK総合）
- 夢で逢えたら （コント「はぐれ教師熱血派」で“防災訓練のエキスパート”の役として出演）
- 東野・有吉のどん底（TBS）

#### コマーシャル
- 放送番組センター キャンペーン・スポット「確かめましょう、はっきりと!!」
- 丸美屋 釜飯の素
- 改源（風邪薬）
- ディスカウントスーパーロヂャース

### ラジオ
- 歌謡曲でぶっとばせ（TBSラジオ）
- 歌謡曲だよおっかさん（TBSラジオ）
- 土曜の空に
- ナイタージョッキー

### ゲーム
- 街 〜運命の交差点〜「七曜会」津川佳代子

## レコード・CD
- あの頃・この頃・これから
- 人生一本
- ソーラン娘
- 金盃の唄
- 夫婦模様
- お父ちゃん
- 津軽純情節
- 御意見無用 c/w 人生三拍子 (KING GK-29 1976年)
- 帯広のひと c/w 終電車の女（クラウン CWA-136 1982年、両面とも作詞：星野哲郎、作曲：遠藤実、編曲：斎藤恒夫）